# Prisioneros desaparecidos
Prisioneros desaparecidos (en suec De försvunna) és una pel·lícula de producció sueca i cubana escrita i dirigida per Sergio Castilla el 1979 sota la producció de l'Institut Cubà de l'Art i la Indústria Cinematogràfics. La pel·lícula es va rodar a L'Havana i es va estrenar el 24 d'octubre de 1979 a Estocolm.

## Argument
Tracta en forma de diari del testimoni de presoners de Xile que parlen de companys desapareguts durant la dictadura d'Augusto Pinochet en els centres de detenció on se'ls tortura repetidament.

## Repartiment
- Nelson Villagra : El Jefe
- Leonardo Perucci : El Peluca
- Ely Menz
- Hugo Medina
- Adelaida Arias
- Juan Seoanne
- Jaime Hernández
- Lili Rentería
- Max Ropert
- Tomás López

## Premis
Va paraticipar a la secció oficial del Festival Internacional de Cinema de Sant Sebastià 1979, on l'actor Nelson Villagra va guanyar el Premi Sant Sebastià d'interpretació masculina. També va guanyar una menció especial al Festival Internacional del Nou Cinema Llatinoamericà de l'Havana.